# Ardisia subtilis
Ardisia subtilis är en viveväxtart som beskrevs av Spencer Le Marchant Moore. Ardisia subtilis ingår i släktet Ardisia och familjen viveväxter. Inga underarter finns listade i Catalogue of Life.